# Аччельо (сыр)
Аччельо (итал. Acceglio) — итальянский сыр, который производится в регионе Пьемонт. Назван по месту происхождения — коммуне Аччельо. Относится к полумягким сырам.
За пределами Пьемонта сыр аччельо практически не встречается, но и там его изготавливают исключительно в летний сезон, когда коровы пасутся на горных пастбищах. Он делается из обезжиренного коровьего молока. Сырная головка обычно круглой формы, диаметром около 10 см и высотой около пяти; весом 150—200 граммов. Корочка отсутствует, мякоть белого цвета.
Аччельо употребляется свежим (в течение двух-трёх дней после созревания). Он используется как самостоятельная закуска, в сэндвичах и канапе. Сочетается с белым вином. Имеет свежий, насыщенный вкус.